# Réjane Magloire
Pour les articles homonymes, voir Réjane et Magloire.
Réjane Magloire ou Reggie, née le 28 novembre 1964 et morte en octobre 2023, est une chanteuse, top-modèle, et une actrice. Elle est la fille d'un père haïtien et d'une mère  polonaise. Elle est née en 1964 à Likasi en République démocratique du Congo mais a grandi à New York. Elle étudia la musique classique, avec un intérêt pour l'opéra. Elle eut des débuts précoces en tant qu'actrice dans des publicités commerciales et joua le rôle de Samantha dans la série télévisée The Electric Company.
Reggie devient internationalement célèbre en assurant les parties vocales du groupe de disco new-yorkais Indeep qui sortit le succès Last Night a DJ Saved My Life en 1983. Elle poursuivit une carrière essentiellement européenne basée en Belgique, habitant désormais Bruxelles. Elle a par exemple grandement collaboré au premier album d'Arno.[réf. nécessaire] En 1991, elle est la chanteuse de Technotronic sur l'album Body to Body, et retrouvé Arno en 2002 pour la chanson Honky Tonk, de l'album Charles Ernest.
Elle a sorti plusieurs disques en solo (dont un écrit par Arno et ses musiciens, et a assuré les chœurs sur les enregistrements de nombreux artistes francophones, dont Alain Chamfort et Starflam.
En 2005, elle sort un album solo intitulé Forbidden Opera, entre rap et opéra.
Elle a également participé au projet Ladies sing the Blues, en compagnie de Dani Klein, Beverly Jo Scott et Verona Davis, de 1981 à 1990.